# Колесниченко, Кирилл Александрович
Кири́лл Алекса́ндрович Колесниче́нко (31 января 2000, Камышин, Волгоградская область, Россия) — российский футболист, нападающий клуба «Волгарь» из Астрахани.

## Карьера
Воспитанник школы «Чертаново», в 2015 году был внесён в официальную заявку клуба в ПФЛ, став самым молодым профессиональным игроком в России на тот момент. 30 мая 2016 года в гостевом матче 26 тура против «Локомотива» Лиски (1:1) дебютировал за команду, выйдя на замену на 68-й минуте. В первой половине сезона 2017/18 сыграл за «Чертаново» одну игру в Кубке России и 10 игр в первенстве; во всех выходил на замену в середине второго тайма или, чаще, за несколько минут до конца матча. 22 февраля 2018 года в последний день зимней трансферной кампании был заявлен за клуб-аутсайдер РФПЛ «СКА-Хабаровск». 17 марта 2018 года в домашнем матче 23-го тура против «Урала», выйдя на поле на 87-й минуте встречи на замену Владиславу Никифорову, дебютировал в премьер-лиге, за несколько часов до этой встречи вышел на поле в матче молодёжных команд и на 43-й минуте матча получил красную карточку и был дисквалифицирован на 3 игры молодёжного первенства.
3 сентября 2020 года перешел в волгоградский «Ротор» из казахстанского «Кайрата» на правах аренды, откуда в январе 2021 на правах субаренды перешёл в «СКА-Хабаровск». 17 июня 2021 года перешёл в «Урал».
В сентябре 2024 года подписал контракт с «Амкар-Пермь». Покинул клуб в декабре 2024 года и перешел в узбекистанский «Сурхан».
Летом 2025 года перешел в астраханский «Волгарь».